# Technikum nr 19 im. Marszałka Józefa Piłsudskiego w Poznaniu
Technikum nr 19 im. Marszałka Józefa Piłsudskiego w Poznaniu (dawniej Zespół Szkół Licealno Technicznych) – szkoła ponadpodstawowa

## Kalendarium
- Rok 1947 uznaje się za początek dziejów szkoły. Wtedy to przy Zakładach HCP powstaje Ośrodek Szkolenia Zawodowego (ówczesna ul. Daszyńskiego 217, od 1951 r. ul. F. Dzierżyńskiego, (później ul. 28 Czerwca 1956 r.). W pierwszych latach po wojnie istniały przy HCP różne typy szkół, które kształciły pracowników przede wszystkim dla własnych potrzeb.
- W 1951 r. powstaje m.in. czteroletnie dzienne Technikum Budowy Taboru Kolejowego.
- Od listopada 1956 r. cała szkoła przenosi się do nowych budynków, będących własnością HCP, przy ul. F. Dzierżyńskiego 352/360.
- 1959 r. – Zarządzeniem Ministra Oświaty, w sprawie ustalenia nazw szkół, wprowadzona zostaje nowa nazwa Technikum Mechaniczne (obejmujące szkołę młodzieżową i wydziały dla pracujących).
- W 1967 r. szkoła otrzymała imię Janka Krasickiego, co połączono z oddaniem do użytku hali sportowej. W latach sześćdziesiątych dużą popularnością cieszyło się kształcenie w systemie wieczorowym i zaocznym. Dyrektorem Technikum Mechaniczno – Elektrycznego dla Pracujących był wówczas mgr Cz. Dytz. Przy Technikum Mechanicznym istniały też szkoły pomaturalne. Wszystkie typy szkół weszły od 1972 r. w skład Zespołu Szkół Zawodowych Nr 1.

- Od września 1991 r. w szkole zaczyna funkcjonować XIX Liceum Ogólnokształcące o profilu podstawowym i z poszerzonym programem informatyki. Stopniowo w sprzęt komputerowy wyposażono dwie pracownie, umożliwiające nauczanie podstaw informatyki, komputer trafił też do gabinetu dyrektora, sekretariatów, biblioteki. Z każdym miesiącem poszerza się zakres komputeryzacji szkoły.
- Od 1 września 1993 r. wprowadzono w LO autorski program nauczania informatyki, opracowany przez mgr inż. Cz. Pakułową i dyr. Wł. Kruszwickiego. Ten profil kształcenia w LO stał się kierunkiem dominującym i cieszy się największym zainteresowaniem młodzieży. Od początku lat 90. gwałtownie maleje zainteresowanie młodzieży nauką w naszym Technikum, bo dla jego absolwentów brakuje stanowisk pracy. Systematycznie rośnie liczba uczniów zainteresowanych nauką w LO. W okolicy Dębca "Dziewiętnastka" jest jedynym LO i to położenie szkoły decyduje, że uczy się u nas najwięcej młodzieży z Dębca, Lubonia, Puszczykowa i Mosiny. Powstanie Liceum Ogólnokształcącego zasadniczo zmieniło oblicze szkoły. Dotychczasowe Technikum było placówką zdecydowanie męską. W historii szkoły dziewczęta stanowiły nikły procent społeczności uczniowskiej. W klasach licealnych zaczynają przeważać dziewczęta.
- Od września 1995 r. w szkole powstało eksperymentalne Liceum Techniczne (o specjalnościach: elektroniczna, mechaniczna, ekonomiczno-administracyjna, kształtowanie środowiska), którego program kształcenia oparty jest na wzorcach europejskich. Tak więc tradycyjne Technikum Mechaniczne znalazło się na rozdrożu, wypierane przez XIX LO i Liceum Techniczne.
- W 1999 roku szkoła zmieniła nazwę – z ZSM na Zespół Szkół Licealno-Technicznych. Szkoła otrzymała nowy sztandar, ufundowany przez Radę Rodziców i Stowarzyszenie Absolwentów.

Obecnie w ramach placówki istnieją następujące szkoły: XIX Liceum Ogólnokształcące, XIX Liceum Profilowane, Policealne Studium Zawodowe, XIX Liceum Uzupełniające dla Dorosłych oraz Technikum Uzupełniające Nr 19 dla Dorosłych.

## Dyrektorzy
- 1947–1968[1] – Roman Madej
- 1968–1977 – Zygmunt Sobczyński
- 1977–1991 – Jerzy Majchrzak
- 1991–1998 – Włodzimierz Kruszwicki
- 1998–2004 – Jerzy Śmigielski
- 2004–2013 – Elżbieta Wypijewska
- od 2013 – Beata Lisińska